# Manfred Mugrauer
Manfred Mugrauer (* 1977 in Vöcklabruck) ist ein österreichischer Historiker.

## Leben
Manfred Mugrauer wuchs in Attnang-Puchheim auf und studierte Politikwissenschaft und Geschichte an der Universität Wien. Seine Doktorarbeit schrieb er über die Politik der KPÖ zwischen 1945 und 1955.
Mugrauer ist wissenschaftlicher Sekretär und Vorstandsmitglied der KPÖ-nahen Alfred Klahr Gesellschaft sowie Mitarbeiter im Dokumentationsarchiv des österreichischen Widerstandes. Er ist Autor und Herausgeber mehrerer Werke zur Politikgeschichte und Kulturpolitik der KPÖ.
Im März 2024 wurde im linkssozialistischen Magazin Jacobin ein Interview mit Mugrauer über zur aktuellen Lage und Geschichte der KPÖ veröffentlicht.

## Publikationen (Auswahl)
- Die Politik der KPÖ in der Provisorischen Regierung Renner. StudienVerlag, Innsbruck / Wien / Bozen 2006, ISBN 978-3-7065-4142-8.
- als Hrsg.: Öffentliches Eigentum – eine Frage von Gestern? 60 Jahre österreichische Verstaatlichungsgesetzgebung (= Quellen & Studien. Sonderband 8). Alfred Klahr Gesellschaft, Wien 2007, ISBN 978-3-9501986-3-8.
- als Hrsg.: 90 Jahre KPÖ. Studien zur Geschichte der Kommunistischen Partei Österreichs (= Quellen & Studien. Sonderband 12). Alfred Klahr Gesellschaft, Wien 2009, ISBN 978-3-9501986-8-3.
- als Hrsg.: Wirtschafts- und Finanzkrisen im Kapitalismus. Historische und aktuelle Aspekte (= Quellen & Studien. Sonderband 13). Alfred Klahr Gesellschaft, Wien 2010, ISBN 978-3-9501986-9-0.
- gemeinsam mit Gerhard Oberkofler: Georg Knepler. Musikwissenschaftler und marxistischer Denker aus Wien. StudienVerlag, Innsbruck / Wien / Bozen 2014, ISBN 978-3-7065-5323-0.
- gemeinsam mit Peter Autengruber: Oktoberstreik. Die Realität hinter den Legenden über die Streikbewegung im Herbst 1950. Sanktionen gegen Streikende und ihre Rücknahme. ÖGB-Verlag, Wien 2016 (2. Auflage 2017), ISBN 978-3-99046-204-1.
- Partei in Bewegung. 100 Jahre KPÖ in Bildern. Globus-Verlag, Wien 2018, ISBN 978-3-9504548-2-6.
- Die Politik der KPÖ 1945–1955. Von der Regierungsbank in die innenpolitische Isolation (= Zeitgeschichte im Kontext. Band 014), V&R unipress, Göttingen 2020, ISBN 978-3-8471-1126-9.

## Belege
1. ↑  Uwe Mauch: «Fluch und Segen zugleich». In: augustin.or.at. 13. Februar 2019, abgerufen am 7. November 2020.
2. ↑  Vorstand der Alfred Klahr Gesellschaft. In: klahrgesellschaft.at. Juli 2018, abgerufen am 7. November 2020.
3. ↑  Mag. Dr. Manfred Mugrauer. In: doew.at. Abgerufen am 7. November 2020.
4. ↑  „Keine österreichische Partei hat ihre Geschichte so aufgearbeitet wie die KPÖ“: mit Manfred Mugrauer geführt von Rainer Hackauf. In: jacobin.de, 31. März 2024, abgerufen am 24. August 2024 (online).

| Personendaten    | Personendaten                           |
| ---------------- | --------------------------------------- |
| NAME             | Mugrauer, Manfred                       |
| KURZBESCHREIBUNG | österreichischer Politikwissenschaftler |
| GEBURTSDATUM     | 1977                                    |
| GEBURTSORT       | Vöcklabruck                             |